# Gia Luật Lưu Ca (nhà Liêu)
Da Luật Lưu Ca (chữ Hán: 耶律刘哥, ? – ?), tự Minh Ẩn, tông thất, tướng lãnh nhà Liêu.

## Xuất thân
Lưu Ca là con trưởng của Da Luật Dần Để Thạch – em tư của Liêu Thái Tổ Da Luật A Bảo Cơ, là một trong những chủ mưu của "chư đệ chi loạn". Ngay sau khi Liêu Thái Tổ băng, Thuật Luật thái hậu giết chết Dần Để Thạch để thu tóm quyền lực.
Lưu Ca từ nhỏ có tính kiêu ngạo, tàn nhẫn, quen thói lăng nhục, hiếp đáp người ta, càng lớn càng dữ tợn, giảo quyệt. Liêu Thái Tông Da Luật Đức Quang ghét lắm, sai giữ biên thùy, dần được thăng làm Đại tường ổn ở biên giới tây nam.

## Sự nghiệp

### Phù tá Thế Tông
Năm Hội đồng thứ 10 (947), Liêu Thái Tông đánh bại Hậu Tấn, trên đường về thì bệnh mất, Da Luật Nguyễn lên ngôi ở trong quân, tức là Liêu Thế Tông. Trước đó, Da Luật An Đoan (em năm của Liêu Thái Tổ) có bệnh nên rời khỏi đại quân, ở gần nhà của Lưu Ca; đến nay An Đoan không theo, nhưng bị Lưu Ca thuyết phục, bèn đem quân bản bộ giúp Thế Tông.
Bấy giờ Thuật Luật thái hậu mệnh cho Hoàng thái đệ Da Luật Lý Hồ đem quân nam hạ, gặp Lưu Ca, An Đoan ở Thái Đức Tuyền. Đôi bên giao chiến, An Đoan ngã ngựa, vương tử Da Luật Thiên Đức (con trai thứ ba của Liêu Thái Tông) xông đến, khoa thương muốn đâm. Lưu Ca che cho An Đoan, kéo cung bắn Thiên Đức, tên xuyên qua áo giáp nhưng chưa vào thịt. An Đoan tìm được ngựa, quay lại chiến đấu, đánh cho quân của Lý Hồ đại bại. Sau đó, Lưu Ca với An Đoan triều kiến Thế Tông ở hành tại.
Sau khi Thế Tông và Thuật Luật thái hậu đạt được hòa nghị, thái hậu hỏi bọn Lưu Ca rằng: "Mày oán gì mà làm phản?" Riêng Lưu Ca đáp rằng: "Cha thần vô tội, thái hậu giết đi, nên mới oán hận." Việc xong, nhờ công được làm Dịch ẩn.

### Mưu phản không thành
Năm Thiên Lộc thứ 2 (948), Lưu Ca cùng em trai Bồn Đô, Da Luật Thiên Đức, thị vệ Tiêu Hàn (em rể Thế Tông, con Tiêu Địch Lỗ) mưu phản. Da Luật Thạch Lạt cáo giác, bọn Lưu Ca chối phắt. Sau đó Lưu Ca mời Thế Tông đánh bạc, muốn thừa cơ dâng rượu để ra tay, nhưng bị hoàng đế phát giác, nên không thể thi hành, chịu cầm tù. Ngày nọ, Thế Tông triệu Lưu Ca, bắt ông cùm cổ để đánh bạc. Thế Tông hỏi: "Mày thật sự làm phản à?" Lưu Ca thề rằng: "Thần nếu có lòng làm phản, ắt sinh nhọt trên đỉnh đầu mà chết!" Thế Tông bèn xá tội. Da Luật Ốc Chất cố tranh cãi, cho rằng tội ấy không thể tha. Thế Tông mệnh cho Da Luật Ốc Chất xét án, khiến Lưu Ca phải nhận tội. Có chiếu miễn chết, lưu đày Ô Cổ bộ. Lưu Ca quả nhiên sinh nhọt trên đầu mà chết ở đấy.

## Gia đình
- Em trai là Bồn Đô (? – 951), tính tàn nhẫn, có sức mạnh, da có vảy như rắn. Năm Thiên Lộc đầu tiên (947), nhờ là tộc thuộc nên được nhận chức Bì thất tường ổn. Năm thứ 2 (948), cùng Lưu Ca mưu phản, được miễn chết, đi sứ nước Hiệt Kiết Tư (Kyrgyz). Sau khi trở về, tham dự vào cuộc nổi loạn của Da Luật Sát Cát (con trai của An Đoan), bị lăng trì mà chết.[2]
- Em trai khác mẹ là Hóa Cát Lý, Hề Kiển (? – 954). Năm Ứng Lịch đầu tiên (951), Hóa Cát Lý, Hề Kiển không có quan chức, nhưng nhờ là tộc thuộc, nên được đãi ngộ ưu ái. Năm thứ 3 (953), có người tố cáo Hóa Cát Lý, Hề Kiển tham dự âm mưu nổi loạn của Da Luật Uyển (con trai của Da Luật Lý Hồ), hai người bị giam, không nhận tội. Được tha. Mùa xuân năm thứ 4 (954), mưu phản, nên bị làm tội.[3]